# Corredor de Transporte Bogotá-Soacha

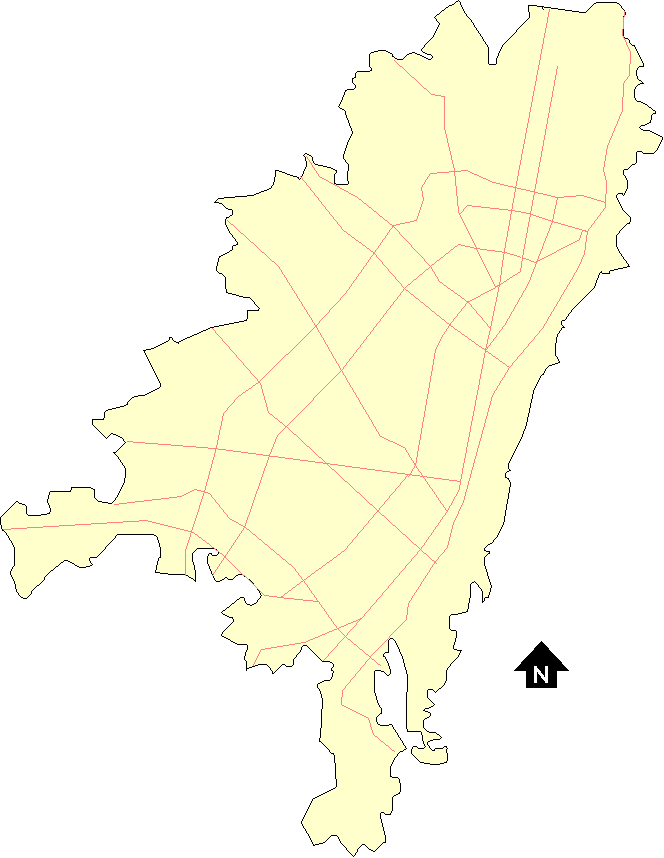
Perímetro urbano de Bogotá que incluye a Soacha (en el suroccidente), con las principales vías de la ciudad.

Se le llama Corredor de Transporte Bogotá-Soacha al conjunto de rutas de transporte urbano de pasajeros en Colombia que realizan el recorrido dentro del perímetro urbano de Bogotá, conectando esta última ciudad con el municipio de Soacha (Cundinamarca) por medio de la Avenida NQS como vía eje al sur y las vías fronterizas menores.
Jurídicamente funciona para las empresas de transporte que estén domiciliadas en los dos municipios y la ruta está sujeta tanto a las disposiciones legales de ambos, según la ley 105 de 1993 e implementado en 2002 y ratificado por convenio en 2009.
La tarifa intermunicipal que se cobra es la del área urbana del Distrito Capital a nivel de la modalidad de transporte público colectivo. Además de la conurbación existente, la ruta también sirve de comunicación con Sibaté, Funza y Mosquera municipios de la Sabana, del cual se paga una tarifa superior al de la metrópoli colombiana.

## Rutas del corredor
Según la resolución distrital 003 de 2014, una vez que los buses entren a Bogotá y hasta que termine la última parada en la ciudad, se bajarán en los sitios de parada de destino sin recoger pasajeros y al iniciar su retorno a Soacha se recogerán a los mismos sin dejarlos a lo largo de las avenidas que transitan hasta la frontera Bosa La Estación-La Despensa. En este último barrio de Soacha, se proceden a dejarlos a sus sitios de destino en este municipio. Para ello se establecieron paraderos con la señalización reglamentaria respectiva y la leyenda INTERMUNICIPAL SOACHA.

### Rutas mayores

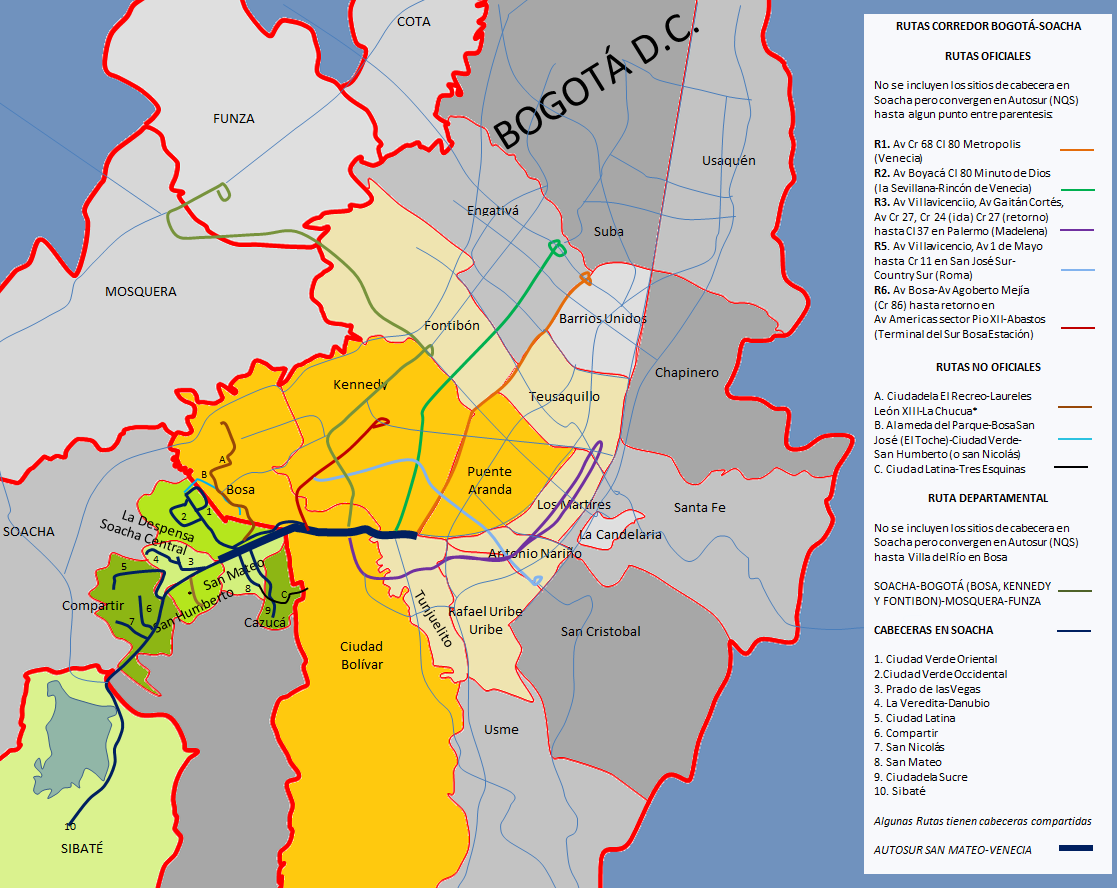
Mapa de las rutas del corredor (2016):
R1: (en naranja) por la Avenida Carrera 68 (Bogotá).
R2: (en verde) por la Avenida Boyacá (Bogotá).
R3: (en violeta), por las localidades del sur y centro-oriente de Bogotá hasta el barrio Palermo.
R5: (en azul maya) por la Avenida Primero de Mayo hasta la Carrera 9.
R6: (en rojo sangre), por la Avenida Agoberto Mejía hasta el retorno de la Diagonal 2B en el barrio Pio XII.

Las rutas del corredor inician y finalizan en los barrios de Ciudad Verde, San Humberto, San Mateo, San Nicolás, Ducales, Ciudad Latina, Compartir, Danubio, Hogares Soacha, La Veredita, Ciudadela Sucre y Prado de las Vegas de Soacha, usando las principales autopistas de Bogotá, compartiendo la NQS como la principal. Indirectamente también son beneficiados otros barrios como León XIII y La Despensa y la planta industrial José María Córdoba de Indumil.
Etapa 1
- R1: Avenida NQS-Avenida 68-Calle 80: Tienen como eje principal la Avenida 68 y pasa por los barrios La Estancia, Ismael Perdomo y Madelena (Ciudad Bolívar), Venecia (Tunjuelito), La Alquería, El Tejar, Milenta, Trinidad Galán y Zona Industrial (Puente Aranda), Imprenta Nacional y Salitre Greco (Teusaquillo), José Joaquín Vargas y Metrópolis (Barrios Unidos), para regresar al sur por las orejas de la Calle 80 a Las Ferias y Bosque Popular (Engativá), La Estradita, Arboletes, Montevideo y Granjas de Techo (Fontibón), Marsella, Floresta Sur, Villa Adriana, Villa Claudia y Talavera, para luego retornando a la Avenida NQS por Las Delicias y La Sevillana (Kennedy), Villa del Río, Olarte y Bosa La Estación (Bosa). Incluye paradas en los parques Deportivo El Salitre, Metropolitano Simón Bolívar, Cementerio de El Apogeo y Terminal del Sur.

- R2: Avenida NQS-Avenida Boyacá-Calle 80: Tiene como eje la Avenida Boyacá y además de pasar por la Avenida NQS de ida y vuelta por los barrios mencionados de las localidades de Ciudad Bolívar, Tunjuelito y Bosa, en su viaje al norte ingresa a Las Delicias, Villanueva, San Lucas, Carvajal (Kennedy), Los Andes, Las Américas, Cervecería Bavaria, San José de Bavaria, Carlos Lleras Restrepo, Sauzalito (Fontibón), Normandía, La Cabaña, El Paseo, Europa, Acapulco para retornar al sur por Santa María del Lago, Boyacá, Boyacá Real, El Encanto regresando a Normandía (en su parte occidental, todos de la localidad de Engativá), Tarragona, Ciudadela La Felicidad (Fontibón), Castilla, Las Dos Avenidas, Mandalay, Pío X, Cervantes, Argelia, Nueva York y retornando a Las Delicias (nuevamente Kennedy). Incluye paradas en el parque Mundo Aventura, el Estadio Metropolitano de Techo, los centros comerciales Plaza de las Américas, El Edén, Multiplaza y Titán.

- R3: Avenida NQS-Avenida Villavicencio-Carrera 27-Teusaquillo: Además de los barrios de Bosa y Ciudad Bolívar circunscritos en la NQS, inicia su recorrido hacia la Avenida Villavicencio en Perdomo y Peñón del Cortijo girando por la Avenida Jorge Gaitán Cortés (Carrera 51), sector de La Coruña, pasando por el puente del río Tunjuelo hasta llegar en el cruce de la Avenida Boyacá ingresando a los barrios San Vicente Ferrer y El Carmen (Tunjuelito), Santa Lucía, El Inglés, Matatigres, Murillo Toro y Centenario (Rafael Uribe Uribe), La Valvanera y La Fragua (Antonio Nariño - Carrera 27), la Consolata, Ricaurte, San Façón y Samper Mendoza (Los Mártires - Carreras 24 y 28), retomando en Parque Teusaquillo hacia el sur por los barrios mencionados más a El Vergel, Paloquemao, Fátima y Madelena. En su trazado original,[7] atravesaba los barrios céntricos de Teusaquillo y La Soledad, nuevamente en la NQS con calle 45 (frente al campus de la Universidad Nacional de Colombia) al oriente hasta la carrera 17.

- R5: Autopista Sur - Sosiego: Pasa por los mismos barrios mencionados de las localidades de Bosa y Ciudad Bolívar, desviándose por la Avenida Bosa a la altura de la Terminal del Sur (calle 59 sur), pasando por José Antonio Galán y Ciudad Roma (Kennedy) hasta lograr con la Primero de Mayo hacia el oriente hacia la localidad de San Cristóbal terminando en la calle 17 sur dando su retorno por la Clínica San Rafael (carrera 8), volviendo al occidente y suroccidente retomando nuevamente la Terminal del Sur. Los barrios de parada son Pastranita, Timiza, Kennedy Sur y Oriental, Cervantes, Carvajal, Floralia, Provivienda Oriental, Villa Adriana y Plaza de Las Américas (Kennedy), San Eusebio, San Esteban, La Guaca, El Remanso (Puente Aranda), San Jorge, Santander Sur, La Valvanera, Restrepo y Ciudad Jardín (Antonio Nariño), Centenario, Olaya y San José (Rafael Uribe Uribe), El Sosiego y Quinta Ramos (San Cristóbal).

- R6: Autopista Sur - Corabastos: Dependiendo de su PIR (punto de inicio de ruta), esta ruta ingresa a los barrios León XIII, La Despensa y Bosa La Estación, y luego continúa por una de dos direcciones (según el operador de la ruta). El primer "desvio" sale hacia Bosa Centro por la calle 65 Sur, para luego incorporarse a la Autopista Sur y continua el recorrido habitual. La segunda opción es salir a Bosa Centro por la carrera 77J y avanzar por la calle 63 Sur hacia la Avenida Carrera 80; esta segunda ruta cubre una mayor parte de Bosa Centro y el barrio Andalucía II.

- Estos desvíos se utilizan generalmente cuando el PIR es Ciudad Verde o Ciudadela Sucre, o en casos de congestión en la Autopista Sur.

- Sin embargo, el recorrido habitual sigue la Autopista Sur hasta la Avenida Bosa, donde la ruta gira hacia el occidente. A lo largo de la Avenida Bosa, pasa por puntos de referencia como el Terminal del Sur, el Cementerio El Apogeo y el barrio José Antonio Galán. Luego, toma la Avenida Carrera 80 en dirección norte, atravesando los barrios Class, Roma, Casablanca, Ciudad Kennedy Occidental y Ciudad Kennedy Norte hasta llegar finalmente a Corabastos. Cabe aclarar que la ruta en ningún momento pasa por Banderas, el Monumento, ni por la estación de TransMilenio.

### Rutas menores
Comprenden una serie de rutas administradas hasta dos empresas:
- Ruta: Cagua - Ciudadela El Recreo: La ruta conecta el barrio Cagua y sus alrededores (Comuna 6 San Humberto) con la Ciudadela El Recreo en la localidad de Bosa (Bogotá). Recorre el suroccidente de Bosa ingresando a Bogotá a través de la Carrera 77H en el barrio José María Carbonell. Luego continúa por la Calle 71A Sur hasta la Carrera 78C, donde se dirige hacia el occidente, pasando por los barrios Charles de Gaulle, Carlos Albán y Villa Anny. En este último, gira hacia la Diagonal 73D Sur para incorporarse a la Avenida San Bernardino y continuar su recorrido hasta la Calle 86A Sur, donde gira en dirección a San Bernardino y El Recreo, culminando en la Calle 75A Sur con Carrera 100, a cercanías del Hospital de Bosa Fase IV. Es operada por Líneas Nevada.

- Ruta: Autopista Sur - Villa Anny: La ruta cuenta con dos puntos de inicio de ruta (PIR) en Soacha: el barrio San Nicolás, en la Comuna 1 Compartir, operada por Líneas Nevada (R3), y el barrio La Florida, en la Comuna 6 San Humberto por Cooptransanmateo (R16). Desde estos puntos, los vehículos salen de los barrios y se incorporan a la Avenida NQS, por donde, en el caso de la ruta La Florida continúa hasta la Avenida Terreros. Allí, realiza un giro hacia el oriente y retorna en el centro comercial Ventura. Posteriormente, cruza la Autopista Sur por el puente elevado de la Avenida Terreros y continúa hasta realizar otro retorno para dirigirse nuevamente al oriente, donde giran en la Transversal 13 (barrio Rincón de Santa Fe) en dirección a la Avenida Potrero Grande, mientras que la de San Nicolás toma la Calle 9 (Sector Altico) con dirección al centro de Soacha, los centros comerciales Gran Plaza y Mercurio y el barrio La Amistad, para llegar a la rotonda de la Transversal 7C finalmente ingresando a la Avenida Potrero Grande. Ambos trayectos siguen por esta vía, pasando por Ciudad Verde y cruzando vías importantes como la Avenida Ciudad de Cali, la Avenida Las Torres (Bogotá-Soacha) y la Avenida Tierra Negra. Luego, gira en la carrera 38 para ingresar a Bogotá, incorporándose a la Avenida San Bernardino, y pasa por los barrios San José, San Diego, La Esperanza, Laureles, Gran Colombiano, Alameda y Villa Anny, donde finalizan su recorrido en la Carrera 79D con Diagonal 73B Sur.

- Ruta Soacha - Mosquera / Funza: Esta ruta conecta los barrios de la Comuna 1 Compartir, Comuna 6 San Humberto y Ciudad Verde con los municipios de Funza y Mosquera (Cundinamarca), atravesando el suroccidente de Bogotá. Los vehículos se dirigen hacia la Autopista Sur, por donde continúan hasta llegar a la Avenida Ciudad de Villavicencio. Ingresan a esta avenida a través de la rotonda en la intersección con la Autopista Sur, dirigiéndose hacia el occidente. Siguen por esta vía hasta la Avenida Ciudad de Cali (Portal de las Américas), donde giran hacia el norte hasta llegar a la Avenida Centenario, pasando por la Zona Franca y la Variante de Fontibón, por la cual continúan hacia Funza y Mosquera. Esta línea es operada por Autoboy S.A.
  - También se cuenta con un servicio por parte de las operadoras Sotram y Coomofu con punto de inicio en la sede de Uniminuto (sector Altico), cruzando la Avenida Indumil, con duración de viaje de hasta 40 minutos a Funza en hora valle.
- Ruta Soacha - Albán: Inaugurada el 1 de julio de 2025 por resolución del Ministerio de Transporte,[8] facilita la conexión entre ambas ciudades a través del corredor Mondoñedo (vía Mosquera - La Mesa), pasando por los municipios de Madrid (calle 7) y Facatativá. Su operación está a cargo de Transoriente S.A.
- Ruta Soacha - La Mesa: Parte de la agencia de Cootransvilla ubicada en una estación de servicio a cercanías de la estación de TransMilenio San Mateo tomando la Autopista Sur, Avenida Indumil y variante Soacha - La Mesa.

### Rutas eliminadas (debido a la transición alSITP)
- Ruta Álamos-Bachué-La Despensa N° 927: intercomunicaba hasta el 26 de marzo de 2014 el oriente de Soacha hasta la localidad bogotana de Engativá, aunque terminaba en realidad en el barrio Rincón de Santa Fe (colindante con León XIII por la Avenida Terreros, pasando por Bosa La Estación y atravesando las avenidas Agoberto Mejía, Ciudad de Cali y Carreras 100, Avenida El Dorado y Transversal 93 hasta llegar a los barrios engativense de Álamos y Bachue hasta la Calle 80. Administrada por Cootransbosa.[9] Hoy esta ruta es administrada por el SITP desde el Aeropuerto El Dorado pasando por Fontibón Centro, circulando de forma directa por la Avenida Ciudad de Cali y terminando en Bosa San José.[10]
- Ruta Suba-León XIII Nº E58: con trazado de norte a sur entre los barrios Corpas León XIII, administrada por TUSM Buses Blancos S.A.[11] Atravesaba las Avenidas Agoberto Mejía, Primero de Mayo y Boyacá.
- Ruta Calle 100-Chapinero-Bosa-Soacha Nº 497: operada por Expreso del País, recorría de occidente a oriente toda Bogotá, naciendo en el sur de Soacha con destino final en la Calle 100 (frontera Usaquén-Chapinero, frente a la base militar del Cantón Norte), pasando por las avenidas Agoberto Mejía, Las Américas, Calle 34, Carrera Séptima (Bogotá), Calle 76 y Carrera 15 para luego volver al sur por las Carreras 11 y 13 hasta la Calle 33 y retomar nuevamente Las Américas hacia el occidente y sur, finalizando por la Carrera Séptima, que es la vía paralela a la Avenida NQS en Soacha. Administrada por Expreso del País S.A. Barrios de Ida: San Mateo (Carrera 1 este y Avenida Terreros), León XIII, La Despensa, Bosa Azucena (Avenida Las Torres Transversal 77), Bosa La Estación, Ciudad Roma, Casablanca, Kennedy Occidental, Francisco José de Caldas, Banderas, Mandalay, Marsella, Zona Industrial, Industrial Centenario, Teusaquillo, Sagrado Corazón, La Merced, Parque nacional Enrique Olaya Herrera, Pontificia Universidad Javeriana, Bosque Calderón, Quinta Camacho, Rosales, Bellavista, El Nogal, La Cabrera, El Retiro, El Chicó. Barrios de vuelta: las anteriormente mencionadas más La Porciúncula (carrera 11), Chapinero-Lourdes, Marly (carrera 13), La Soledad (Calle 34), Ortezal, Batallón Caldas, Rincón de los Ángeles, Abastos, Pastranita, Villas de Zarzamora, Class y Bosa Central (Calle 63 sur).

- R4: Avenida NQS-Primero de Mayo-Avenida Primera-Bogotá Centro: Pasaba por la Avenida Primero de Mayo al oriente hasta la carrera 27 y luego por la Avenida Primera en el sector de La Fragua en dirección al centro de Bogotá, continuando por Santa Isabel hasta San Façón girando la Calle 19 con Carrera 9 (barrio de la Veracruz, localidad de Santa Fe) e iniciaba su retorno por la Calle 17 bordeando la parte oriental de la Estación de la Sabana hasta la calle 8 regresando a la carrera 27. Esta ruta fue eliminada en marzo de 2014, tras la entrada de las rutas de TransMilenio con acceso al municipio de Soacha y algunos tramos reasignados a las rutas R3 y R5.

## Críticas

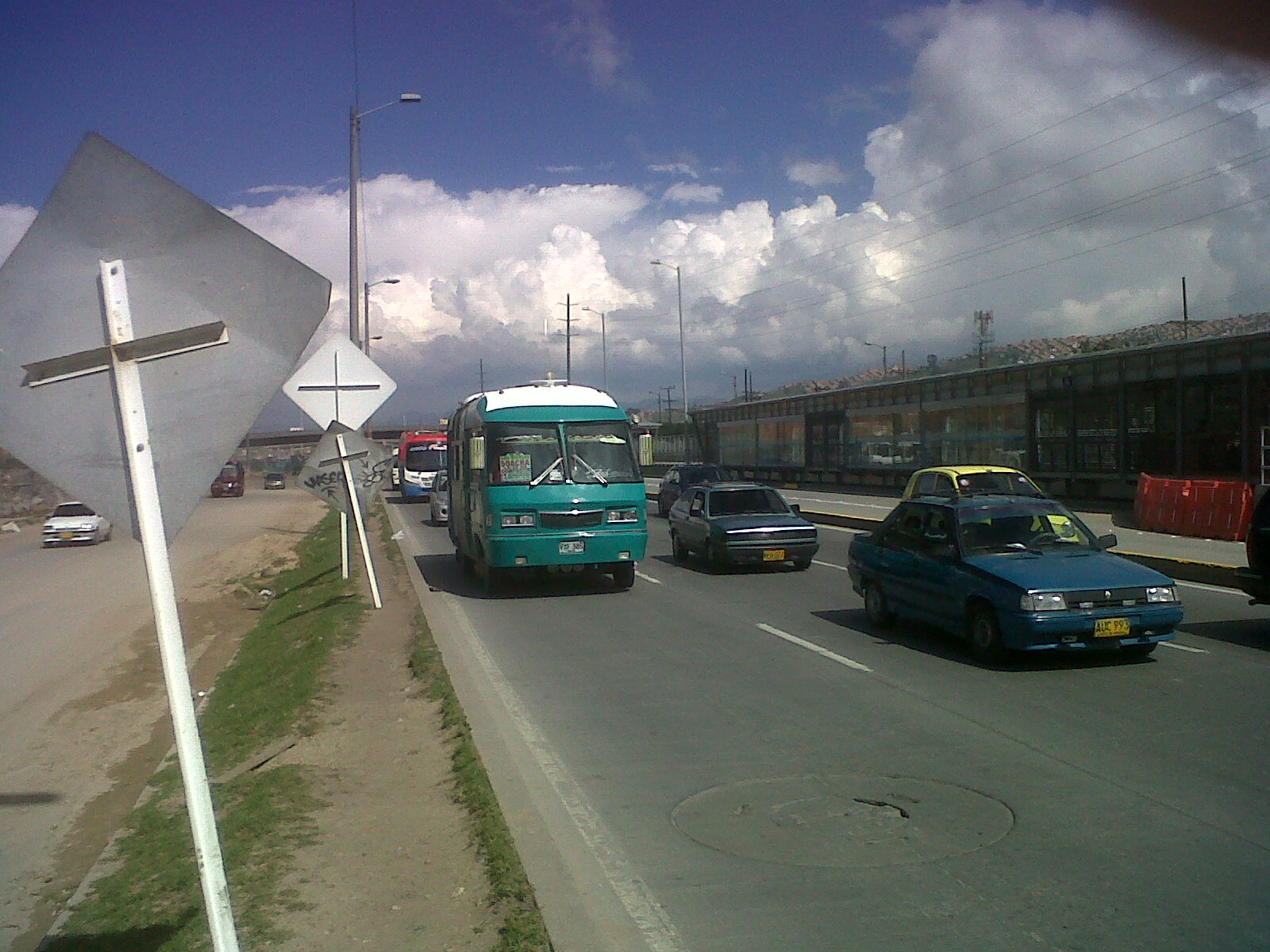
Vehículo de la empresa Líneas Uniturs cubriendo la Ruta 4 con destino al barrio San Nicolás de Soacha procedente de Bogotá

Las críticas que se manejan en torno a este corredor de transporte corresponden al excesivo monopolio del servicio por parte de empresarios  que invierten mediante cooperativas de asociación que manejan las rutas y el estado del parque automotor, lo que ha imposibilitado su reorganización por parte de las autoridades de Soacha y del cual se extiende transporte del propio municipio.
A esto se suman la abundancia de rutas piratas por parte de prestadores no autorizados, lo cual provoca el aumento de la congestión en horas pico por la Avenida NQS desde el sector del Tropezón Calle 22 hasta la estación de TransMilenio de Centro Comercial Paseo Villa del Río - Madelena en Bogotá y el lamentable estado de las vías locales de las comunas de La Despensa y Cazucá.

## Futuro
El actual corredor formará parte del sistema TransMilenio a través de las estaciones de la troncal G que estén ubicadas en el municipio de Soacha por la Avenida NQS, complementada con las rutas zonales del SITP, posiblemente mediante la formalización del Área Metropolitana de Bogotá como entidad administrativa. Para ello, el Distrito Capital ha exigido al municipio que cumpla con los estándares de la puesta de circulación de nuevos buses y la chatarrización de los modelos más viejos.

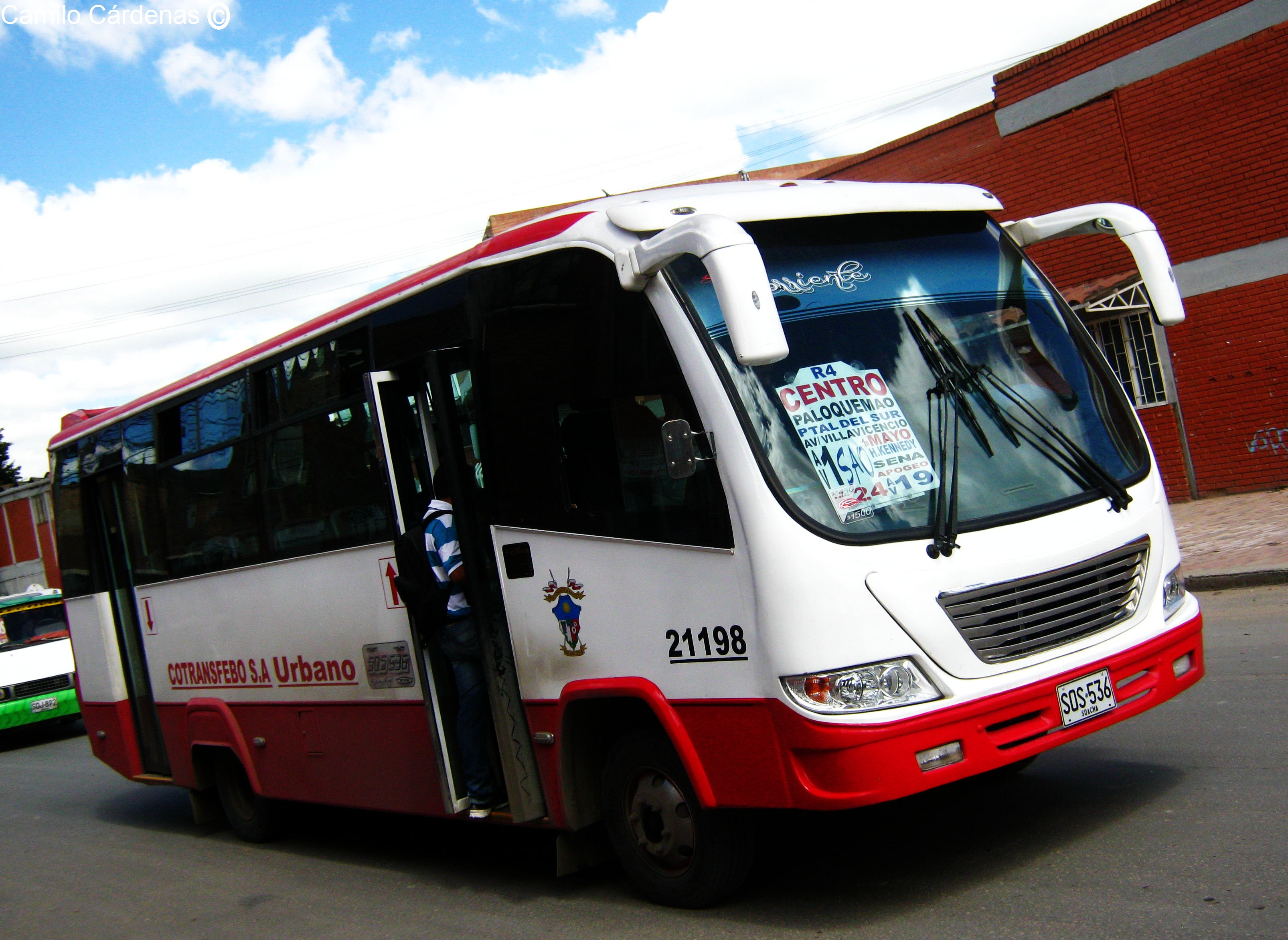
Vehículo de la empresa Cotransfebo, perteneciente al Nuevo parque automotor, el cual cumple con las políticas de reposición dadas para la futura integración de Soacha al SITP (Zona 14).

La alcaldía de Bogotá informó que el convenio del corredor finaliza el 7 de noviembre del 2023. Sin embargo, la decisión ha traído el rechazo de la población soachuna que se solicitó mesas de trabajo para ampliar los servicios de transporte del corredor y evitar el colapso de las estaciones de TransMilenio. Finalmente se llegó a un acuerdo temporal por el cual se amplió por varios años más la prestación de los servicios de ruta (incluido la de taxi) a cambio que las empresas de Soacha cumplan con la modernización de su flota de buses urbanos.

## Empresas prestadoras
| Sotrandes S.A. Sidauto S.A. Cooptranssanmateo (También presta el servicio de transporte urbano en Soacha) Sotranslatinos Cotransfebo Socotrans Cootransmundial Coopcasur (También presta el servicio de transporte urbano en Soacha) Cootranstequendama Cootransper Expreso Suramericano Líneas Nevada (También presta el servicio de transporte urbano en Soacha) Cootransfontibón Transportes Velosiba Líneas Uniturs Trans Unisa / Carros del Sur CootransCompartír Nueva Transportadora de Bogotá Cootransoacha (Únicamente servicio interno urbano de Soacha) Coopintransvegas (Únicamente servicio interno urbano de Soacha) Cootransucre (Únicamente servicio interno urbano de Soacha) Autoboy S.A. (Con destino a Funza y Mosquera ) Coomofu (Con destino a Funza y Mosquera ) Cootransvilla ( La Mesa ) Sotram S.A. (Con destino a Funza y Mosquera ) Transoriente S.A. ( Albán , Madrid y Facatativá ) |